# كولومبيت
الكولومبيت ويسمى أيضاً نيوبيت، نيوبيت-تنتاليت، صيغته الكيميائية Fe,Mn)Ta2O6 هو خام معدني يعد أحد أكاسيد النيوبيوم والحديد والمنجنيز. وهو المصدر الرئيسي لعنصر النيوبيوم. ويختلف تركيبه اختلافًا كبيرًا وذلك اعتمادًا على عنصر التنتالوم الذي يأخذ غالبًا مكان كل ـ أو جزء من النيوبيوم. فإذا كان التنتالوم أكثر من النيوبيوم، يُطلق على الفلز في هذه الحالة اسم التنتاليت. والكولومبيت أسود اللون يوجد في شكل بلّورات كتلية في الصخور الجرانيتية الخشنة التي يُطلق عليها اسم بيغماتيت.

## الهامش
1. ↑  Ferrocolumbite Mineral Data نسخة محفوظة 06 مارس 2016 على موقع واي باك مشين.